# Mazeppa (opera)

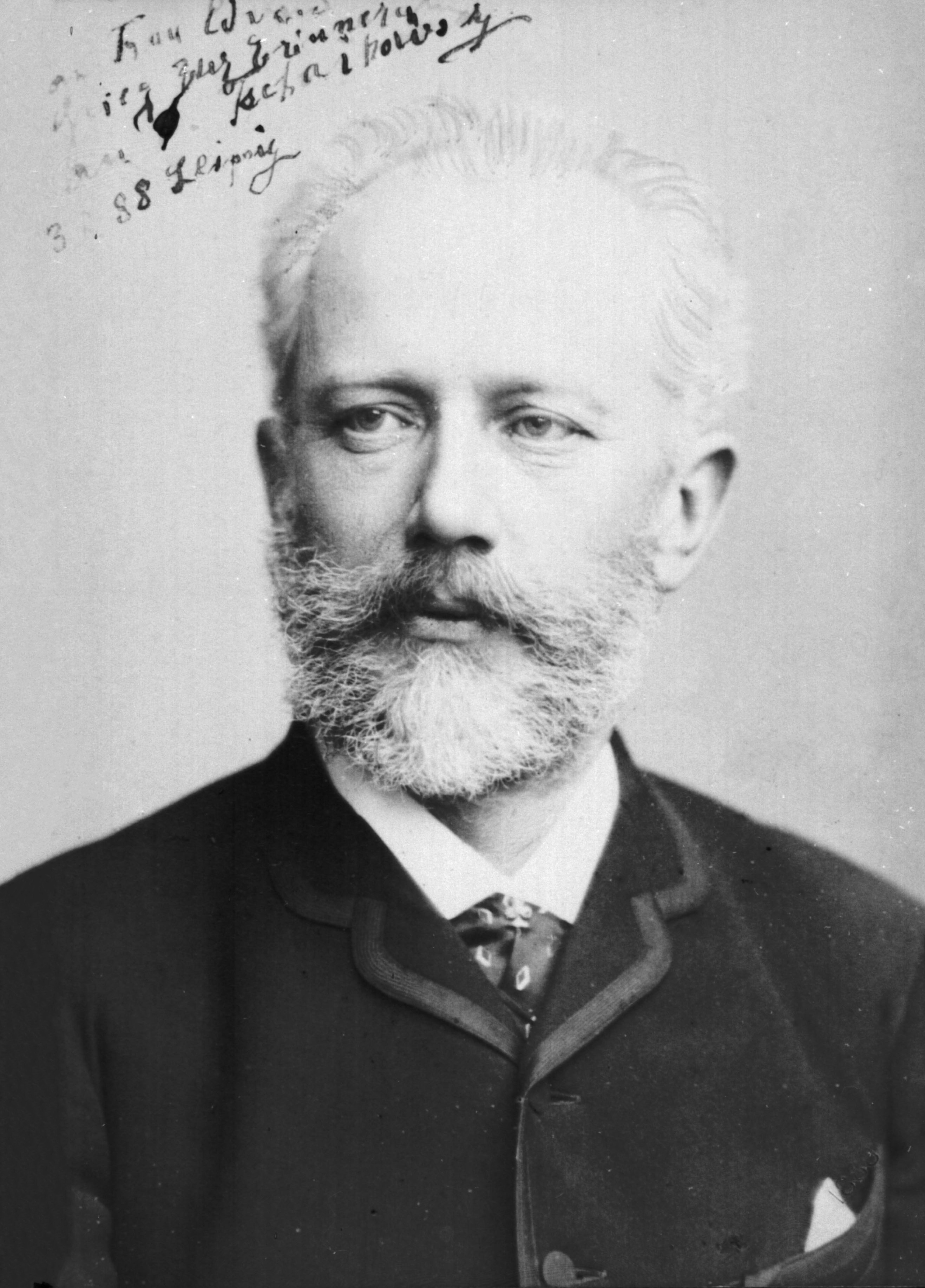
Pjotr Tjajkovskij

Mazeppa (ryska: Мазепа) är en opera i tre akter (sex scener) med musik av Pjotr Tjajkovskij och libretto av Viktor Burenin efter Aleksandr Pusjkins dikt Poltava (1829)

## Historisk bakgrund
För historieforskarna är det än idag oklart huruvida den legendariska kosackledaren Ivan Mazepa (namnet stavas även Mazeppa) var en hjälte som kämpade för sitt folks frihet mot tsaren, eller en grym skurk, en makthungrig politisk äventyrare som lät döda fadern till sin älskade, anstiftade ett uppror och slöt förbund med Karl XII i ett försök att tillskansa sig tsarens makt. I såväl bildkonstens som musikens (framförallt i Franz Liszts symfoniska dikt Mazeppa, 1854) romantiska framställningar idealiserades han. Hos Pusjkin är han däremot en ondsint och maktgirig gammal man som endast lyses upp av den senkomna kärleken.

## Kompositionshistoria
Tjajkovskij påbörjade arbetet med Mazeppa i augusti 1881 och avslutade det våren 1884. Pusjkin och Tjajkovskij tar uppenbart parti för Peter den store som besegrade den upproriske kosackledaren. I orkestermellanspelet Slaget vid Poltava använde sig Tjajkovskij för temat till segermarschen samma ryska folksång som Musorgskij hade använt för lovhymnen i Boris Godunov och Rimskij-Korsakov för att känneteckna Ivan den förskräcklige i Flickan från Pskov. Frånsett detta och några militärmarscher från Peter den stores tid bär musiken ingen speciell rysk prägel. Operan uruppfördes 15 februari 1884 på Bolsjojteatern i Moskva. Fyra dagar senare, 19 februari, hade operan premiär på Mariinskijteatern i Sankt Petersburg.
Operans mest skakande och poetiska ögonblick äger rum i finalen: den döende Andrej bekänner på nytt sin kärlek till Marija, som nu har förlorat förståndet och inte längre känner igen honom. Men Marija tror att den döende mannen är ett trött barn och sjunger en vaggvisa för honom. Genom den här scenen betonas ett budskap som även förekommer i andra av Tjajkovskijs operor; kärleken har sin grund i ett missförstånd mellan man och kvinna och är dödsdömd.

## Personer

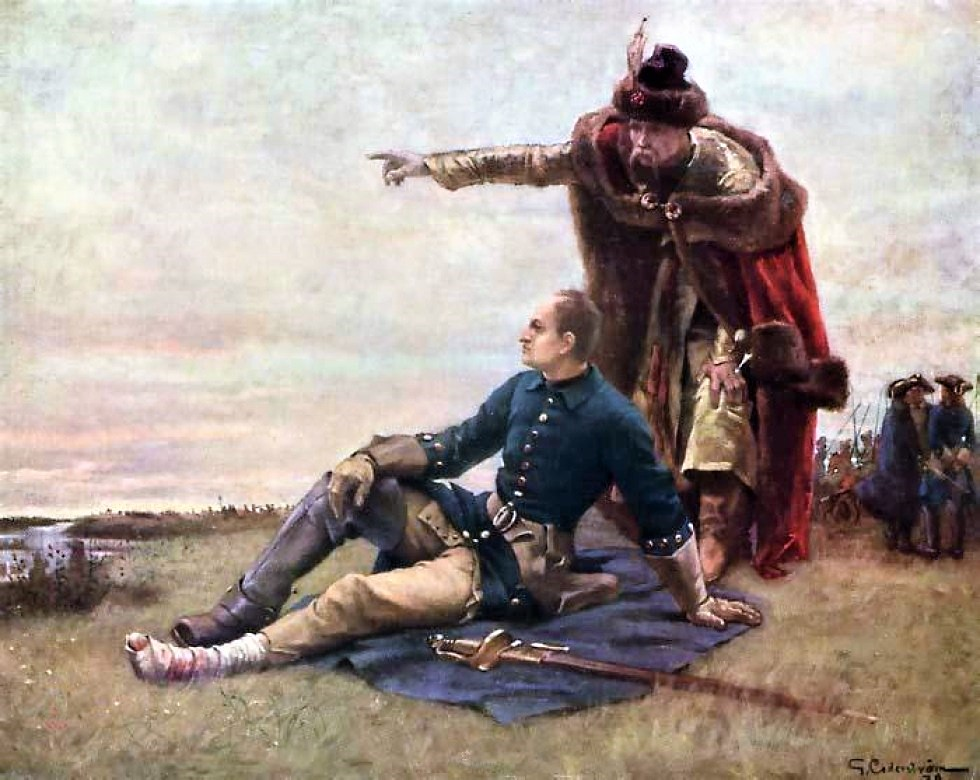
Mazeppa och Karl XIII målad av Gustaf Cederström.

- Ivan Mazepa, de zaporizjakosackas hetman (baryton)
- Kotjubej, rik zaporizjakosack godsägare (bas)
- Ljubov, hans hustru (mezzosopran)
- Marija, hans dotter (sopran)
- Andrej, ung kosack (tenor)
- Filip Orlik, Mazeppas förtrogne (bas)
- Iskra, Kotjubejs vän (tenor)
- En drucken kosack (tenor)
- Kosacker, Kotjubejs gäster och tjänare, soldater, munkar (kör)

## Handling
Lillryssland i början av 1700-talet.
Akt I
Marija är förälskad i den gamle Mazepa och tillbakavisar barndomskamraten Andrejs kärleksförklaringar. Mazepa anhåller hos sin vän Kotjubej om hans dotters hand, men avvisas på grund av sin höga ålder. Marija följer mot föräldrarnas vilja med Mazepa. Modern begråter den förlorade dottern och fadern svär att hämnas. Han har upptäckt att Mazepa är inblandad i en sammansvärjning mot tsar Peter den stora och tänker ange honom. Andrej beger sig till tsaren.
Akt II
Mazepa har hunnit före Andrej och har baktalat Kotjubej hos tsaren, som överlämnar denne till Mazepa. Kotjubej torteras i Mazepas fängelsehåla och yppar var han har gömt sin förmögenhet. Mazepa, som trots allt älskar Marija, håller hemligt vad han har gjort med hennes far. Mazepa håller Marija isolerad, men modern lyckas nå fram till henne, avslöjar sanningen för henne och ber henne att rädda fadern. Folkmassan väntar på att Kotjubej skall avrättas. En drucken kosack sjunger en hånfull visa om de mäktiga och jagas bort. Kotjubej och hans förtrogne, Iskra, förs till avrättningsplatsen. Marija och hennes mor kommer fram till avrättningsplatsen i samma ögonblick som Kotjubej dör.
Mellanaktsmusik: Slaget vid Poltava
Akt III
Mazepa har förbundit sig med svenskarna mot Peter den store, men tsaren segrar och hetmanen söker nu en tillflykt i Kotjubejs skövlade hus. Här träffar han på Andrej, som har kämpat på tsarens sida och som höjer sitt svärd mot den obeväpnade gamle mannen. Men Andrej blir dödligt sårad (här har Tjajkovskij gett ett alternativ) av Mazepa själv eller av dennes tjänare, Orlik. Marija uppenbarar sig, uppskrämd av larmet, men hon har mist förståndet och känner i Mazepa inte längre igen sin älskade. Hon sjunger en vaggvisa för den döende Andrej.